# 長臀皮杜銀漢魚
長臀皮杜銀漢魚，為輻鰭魚綱銀漢魚目皮杜銀漢魚科的其中一種，分布於非洲馬達加斯加淡水流域，為熱帶魚類，體長可達7.2公分，棲息在底中層水域，生活習性不明。

## 擴展閱讀
維基物種上的相關：長臀皮杜銀漢魚